# Lost in Paradise
"Lost in Paradise" (en español: 'Perdida en el paraíso') es una canción de la banda de Metal alternativo estadounidense, Evanescence. Es el tercer sencillo oficial del álbum homónimo de la banda. "Lost In Paradise" fue escrita solo por Amy Lee y ella la describe como "la canción más íntima y personal del álbum, y que también es una respuesta hacia los fans de Evanescence en la que habla sobre el perdón de Evanescence y Amy hacia a ellos por no haber estado en la escena musical por 5 años". Es la séptima canción del disco y producida por Nick Raskulinecz. El 10 de mayo de 2012, En su canal de Youtube,  subió a su cuenta el video de "Lost In Paradise" en la que se caracteriza por tener visulamente el apoyo de letras animadas y la melodía de la canción. 

## Antecedentes
"Lost in Paradise" fue escrito por Amy Lee mientras que Nick Raskulinecz se encargó de la producción. La canción fue grabada en Blackbird Studio en Nashville, Tennessee, en 2011. Un extracto de la canción debutó antes del lanzamiento del álbum el 15 de julio de 2011 en MTV News. Durante una entrevista, Lee dijo: "Este es el único tema que nos hizo llorar ..., literalmente, aquí dentro, trabajando en ello, hubo lágrimas. Me encanta esta canción. Cuando la escribí, no fue nada, fue solo una letra, fue algo solo para mí. Literalmente estaba escribiendo para mí, calmando mis propios sentimientos, expresándolos. Y solo pensé: "Un piano, yo, estoy solo en mi casa, y esa será la letra ". 
Luego describió el proceso de grabación de la canción: "[Pero] así que ... mientras trabajábamos en otras canciones, centrándonos más en la música rock, seguí escuchándola por diversión, porque era mía y la envié a Nick  y dijo: "Quiero que escuches esto ... Cuanto más escucho, más creo que significa algo". Y él, al mismo tiempo, dijo: "Tenemos que hacer esta canción". Y fue idea suya traerla a la banda, y al principio, estaba totalmente como," Realmente no entendí eso". Pero una vez que lo hicimos, simplemente explotó, y fue realmente abierto, de una manera que "Nunca lo pensé antes. Es perfecto, se supone que es así". Lee fue a Liberty Studios en Toronto el 22 de agosto, para ver cinco canciones escritas para Evanescence, seleccionadas de treinta canciones. "Lost in Paradise" fue una de las cinco canciones vistas previamente. Durante una entrevista con Fuse TV en mayo de 2012, la banda reveló que se lanzaría como el tercer sencillo del álbum. Wind-up Records, lanzó el sencillo el 25 de mayo de 2012.

## Composición
"Lost in Paradise" es una canción de género rock sinfónico, con toques de piano y balada, inspirado los amores de Lee por Evanescence y una reflexión personal sobre sus luchas pasadas. Ella reveló que después de decidir tomarse un descanso, pasó mucho tiempo con su esposo y hace cosas normales en su vida, pero todavía sentía que no estaba "completa". En cambio, se sintió perdida en su trabajo con la banda y el proceso de escritura. Más tarde, decidió escribir la canción como una excusa para que sus fanáticos. Comenzando con un piano y la voz de Lee, la canción se desarrolla lentamente. James Montgomery de MTV News declaró que la canción tenía similitudes con la canción "Jóga" (1997) del cantante islandés Björk, que Lee confirmó diciendo: "Esta es una gran canción inspiradora para mí. Esta es la canción de mi vida y tengo escuché todo el disco de Björk. Y para mí, las cuerdas, los elementos orquestales y la pasión que crea funcionan muy bien ... hace que tu corazón se derrame. Me inspiró totalmente y esta canción me inspiró". Tom Goodwyn de NME, encontró similitudes entre "Lost in Paradise" y "My Immortal", una canción del primer álbum de estudio de Fallen.

## Video
Tuvo un "Lyric Video" en su cuenta oficial de , sin embargo se grabó un vídeo en versión acústico en colaboración con amprocktv el cual fue subido a su cuenta oficial el día 17 de enero de 2013. El día 14 de febrero de 2013, Evanescence subió a su cuenta oficial de YouTube el video de Lost in Paradise con videos grabados durante el tour 2011-2012 por los fanes.

## Gráfica
| País                                                              | Posición |
| Austria (Ö3 Austria Top 40)                                       | 71       |
| Italia (FIMI)                                                     | 31       |
| Suiza (Schweizer Hitparade)                                       | 39       |
| Reino Unido (Official Charts Company) (Official Charts Company)   | 9 174    |
| Estados Unidos (Billboard Hot 100) Rock Digital Songs (Billboard) | 99 7     |